# Agrotis lanzarotensis
Agrotis lanzarotensis là một loài bướm đêm trong họ Noctuidae.